# 湖滨饭店
无锡君来—湖滨饭店，是一所位于中国江苏无锡蠡湖风景区的五星级豪华酒店。
隶属于君来酒店集团。

## 承办会议
- 2010年7月4日，无锡一公司柴油班车在市内环高架惠山隧道由南向北隧道中段起火，导致24死19人伤。无锡市政府启动应急救援预案，在湖滨饭店成立了伤员救治组、事故处理组、善后工作组，开展应对工作。